# Râul Valea lui Stan, Telcișor
Râul Valea lui Stan este un curs de apă, afluent al râului Telcișor. 